# 马裕站
马裕地铁站（英語：Maju MRT station，代號CR16）是一个未来的新加坡地铁跨岛线的地下车站，位于武吉知马规划区金文泰路的地下，毗邻新加坡新跃社科大学。

## 历史
马裕地铁站在2022年9月20日正式作为跨岛线第二期对外公布。工程将在2023年开工，并在2032年完工。